# Higicol

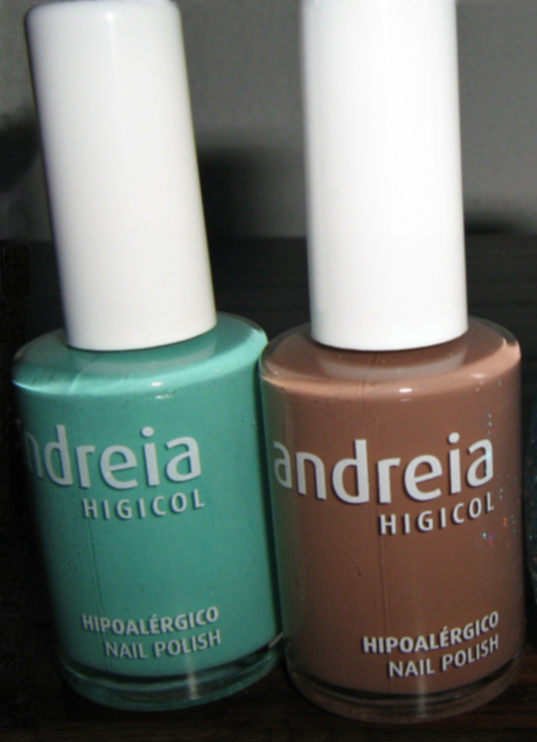
Produtos da marca Andreia Profissional

O grupo Higicol é uma empresa portuguesa dedicada à produção e comércio de produtos de cosmética.
O grupo teve origem em 1987, nos arredores da cidade do Porto, especializando-se unicamente no fabrico e comercialização por grosso de produtos de cosmética.
A Higicol apresenta uma série de produtos que vão desde cremes e geles, até champôs e vernizes. Todos estes produtos são lançados sob a marca Andreia Profissional. O local de produção de todos os artigos do grupo Higicol é também localizado em território português.